# Rey y rey
Rey y Rey es un libro infantil de las escritoras e ilustradoras holandesas Linda De Haan y Stern Nijland. Originalmente editado en 2000 en neerlandés, ha sido traducido posteriormente a varios idiomas, entre ellos al inglés (King & King (2002)), al español (Rey y Rey (2004 y 2018)) y al catalán (Rei i Rei (2004)).
En España ha sido editado por la editorial Serres de Barcelona, edición también distribuida en Latinoamérica; en Argentina, la editorial Calibroscopio de Buenos Aires publicó en 2018 una versión propia. Sólo en Estados Unidos se ha logrado vender 15.000 copias, siendo editado por Tricycle Press en Berkeley, California, a un precio de aproximadamente 10 dólares.

## Argumento
«En la montaña más alta sobre la ciudad» un joven príncipe todavía no se ha casado, como es costumbre en su reino. Su madre, una reina gruñona, insiste en que debe encontrar una princesa para casarse. El príncipe le dice a su madre: «Bien mamá [...] tengo que decirte que nunca me han gustado mucho las princesas.» Su madre hace desfilar una princesa tras otra por el castillo, pero ninguna despierta el interés del príncipe. Tras algún tiempo, llega la princesa Madaleine, escoltada por su hermano, el príncipe Lee, que provoca que el príncipe exclame: «¡Que príncipe más maravilloso!» El príncipe inmediatamente se enamora del otro príncipe y comienzan inmediatamente los preparativos de la boda. La historia acaba con un beso entre los dos reyes.

## Recepción

### Polémicas en Estados Unidos
En marzo de 2002 padres en Wilmington, Carolina del Norte, presentaron quejas en la librería de la escuela primaria. Después de la protesta, el libro sólo fue prestado con consentimiento de los padres. En una escuela pública de Shelby County (Indiana), el libro fue retirado de la biblioteca para niños entre 8 y 12 años. Una madre en Florida, Nueva York, pidió que el libro fuese retirado de la biblioteca pública «en este estado porque promociona actos ilegales». Finalmente se decidió mantener el libro.

### Juicio en Estados Unidos
En 2006, Robb y Robin Wirthlin y David y Tonia Parker denunciaron ante una corte federal a la escuela primaria en la que sus hijos estudiaban, en Lexington (Massachusetts). Afirmaban que el libro era de educación sexual y se leía sin notificación de los padres, lo que era una violación de sus derechos civiles y de la ley del estado. Robin Wirthlin dijo a la CNN,

Sentíamos que la edad de siete años no es adecuada para introducirlos en temas homosexuales. [...] Mi problema es que este asunto de la atracción romántica entre dos hombres es presentada a mi hijo de siete años como algo maravilloso y bueno, y como deberían ser las cosas. [...] Infórmenos y excluya a los niños de la discusión.
Robin Wirthlin

El juez rechazó la denuncia, afirmando es su fallo que «la diversidad es una de las características de nuestra Nación».

### Polémica en Inglaterra
En marzo de 2007, el libro fue empleado en el proyecto No outsiders (ningún extraño) en Inglaterra. El grupo religioso Christian Voice afirmó que el proyecto no era más que propaganda para inducir a los niños de primaria a la homosexualidad y lo calificó de abuso infantil.

### Obra de teatro en Viena
En 2008 el libro se adaptó como obra teatral infantil en la sala Dschungel de Viena, Austria. La obra fue producida conjuntamente por la compañía teatral Thearte y por la Sección de Antidiscriminación del Ayuntamiento de Viena, para, tal como se podía leer en la programación, «aprender a aceptar la diversidad, y supone una señal contra la homofobia». La concejal de cultura de Viena, la socialdemócrata Andrea Maliath-Pokorny, respondiendo a las críticas, afirmó que

El tema de la discriminación contra los homosexuales no tiene por qué excluirse del teatro para niños. Se trata de transmitir a los pequeños diferentes realidades sociales y la igualdad de derechos. Respeto, amor y aceptación son valores que conviene transmitir desde pequeño.
Maliath Pokorny

Muy crítica fue la recepción de Eduard Schock, cabeza del ultraderechista Partido de la Libertad de Austria (FPÖ), que acusaba a los promotores de querer «destruir la familia» y «entrar por la puerta trasera para hacer apetecible la sexualidad». El periódico Kronenzeitung también criticó la obra como un intento de sumergir a los niños en una «jungla de sentimientos y sensaciones morbosas».

## Segunda parte
En marzo de 20202se editó en Estados Unidos, en inglés, King & King & Family («Rey y Rey y familia», Tricycle Press, ISBN 1-58246-113-9), una segunda parte de Rey y Rey. Es un libro de 32 páginas, de cubierta cartoné, recomendado para niños entre 4 y 8 años. Fue escrito e ilustrado por Linda De Haan y Stern Nijland.
El argumento sigue a los reyes recién casados en su luna de miel. Finalizando la luna de miel, encuentran a una niña huérfana y solitaria que adoptan y crían como princesa.

## Ediciones
- De Haan, Linda; Nijland, Stern (2000). Koning & Koning (en holandés) (1ª edición). Haarlem: Gottmer. p. 32. ISBN 90-257-3273-9.
- De Haan, Linda; Nijland, Stern (2000). Kening & Kening (en frisón). trad. Gerda van der Wijk (1ª edición). Leeuwarden: Afûk. p. 22. ISBN 90-6273-585-1.
- De Haan, Linda; Nijland, Stern (2000). Kongen og Kongen (en danés). trad. Anette Hellemann (1ª edición). Holte: Flachs. p. 32. ISBN 8778268109.
- De Haan, Linda; Nijland, Stern (2001). König & König (en alemán). trad. Edmund Jacoby (1ª edición). Hildesheim: Gerstenberg Verlag. p. 32. ISBN 3-8067-4938-8.
- De Haan, Linda; Nijland, Stern (2002). King & King (en inglés). trad. Abigail Samoun, Wim van de Hulst jr. (1ª edición). Berkeley, Toronto: Tricycle Press. pp. 32. ISBN 1-582-46061-2.
- De Haan, Linda; Nijland, Stern (2004). Rey y Rey. trad. Marta Ansón Balmaseda (1ª edición). Barcelona: Serres. p. 30. ISBN 8484881474.
- De Haan, Linda; Nijland, Stern (2018). Rey y Rey (en español de Argentina). trad. Diego Puls (1ª edición). Buenos Aires: Calibroscopio. p. 30. ISBN 9789873967214.
- De Haan, Linda; Nijland, Stern (2004). Rei i Rei (en catalán) (1ª edición). Barcelona: Serres. p. 30. ISBN 9788484881483.
- De Haan, Linda; Nijland, Stern (2010). Król i Król (en polaco). trad. Sławomir Paszkiet (1ª edición). Varsovia: Adpublik. p. 32. ISBN 978-83-926199-2-5.
- De Haan, Linda; Nijland, Stern (2013). Princ & Princ (en checo). trad. Adéla Elbel (1ª edición). Praga: Meander. p. 32. ISBN 978-80-87596-31-9.